# 复腮目
复腮目（学名：Stolidobranchia），又名褶鳃目，为海鞘纲的一个目。

## 下级分类
本目包括以下科：
- 皮海鞘科 Molgulidae
- Plidaeuridae
- 腕海鞘科 Pyuridae
- 柄海鞘科 Styelidae